# Batrisodes denticauda
Batrisodes denticauda är en skalbaggsart som först beskrevs av Thomas Casey 1894.  Batrisodes denticauda ingår i släktet Batrisodes och familjen kortvingar. Inga underarter finns listade i Catalogue of Life.